# Boemund al II-lea de Antiohia
Bohemund al II-lea (Boemund) (n. 1108–d. 1130) a fost un nobil normand din dinastia Hauteville, devenit principe de Taranto și de Antiohia din 1111.
Bohemund era fiul fondatorului celor două principate, Bohemund I, cu Cecilia, fiică a regelui Filip I al Franței. În privința stăpânirii asupra Taranto, aceasta a fost pierdută în favoarea lui Roger al II-lea al Siciliei în 1128.
Atunci când tatăl său Bohemund I a murit pe când era absent din Antiohia, Bohemund al II-lea nu era decât un copil, aflat la acel moment în Apulia. Vărul său, principele Tancred de Galileea a preluat regența asupra Antiohiei, menținîndu-se în calitatea de regent până când a murit, în 1112. Aceasta a trecut apoi în mâinile lui Roger de Salerno (de asemenea, văr primar cu Boemund I și cu Tancred), cu condiția de a renunța la ea în favoarea lui Bohemund, la momentul sosirii acestuia în Orient. Cu toate acestea, lucrurile s-au complicat atunci când a căzut în bătălia de la Ager Sanguinis din 1119, iar nobilii din Antiohia l-au invitat pe regele Balduin al II-lea al Ierusalimului să preia administrarea principatului.
În 1124, ajungând la vârsta de 16 ani, Bohemund a fost considerat major. El și-a petrecut următorii doi ani pentru rezolvarea problemelor de stat din sudul Italiei. În cele din urmă, în octombrie 1126, odată împlinită vârsta de 18 ani, Bohemund a părăsit Apulia, plecând către Antiohia. Potrivit cronicii lui Guillaume de Tyr, el a ajuns la un acord în fața vărului său Guillaume al II-lea de Apulia, potrivit căruia acela dintre ei care va muri primul să lase posesiunile sale din Italia în mâinile celuilalt. Această ipoteză este categoric contrazisă de cronica lui Alexandru din Telese, care afirmă că Bohemund și-a lăsat teritoriile posedate în Italia sub administrarea papei, și de către Romuald de Salerno, care notează că regența asupra Taranto a trecut pe seama unei rude a lui, contele Alexandru de Conversano. Indiferent de soarta Principatului de Tarent, ca parte a acordului privitor la venirea la Antiohia, Boemund a fost nevoit și să se căsătorească cu fiica regelui Balduin al II-lea, Alice. Potrivit lui Matei de Edessa, se presupune că Balduin i-ar fi promis lui Bohemund și coroana Ierusalimului, însă se poate ca cronicarul să o confunde pe Alice cu sora sa mai mare, Melisenda de Ierusalim, care și ea se căsătorise cu un feudal din Occident, Fulc al V-lea de Anjou, cam în aceeași perioadă.

Principatul de Antiohia la 1135.

În 1127, Bohemund a asediat și capturat Kafartab, ucigând pe toți locuitorii acestuia. El a mai atacat și Shaizar, poetul și cronicarul arab Usamah ibn-Munqidh, participant la eveniment, pretinzând că el însuși ar fi luptat cu principele Boemund (ibn-Maymun, "fiul lui Bohemund", cum îl numește el). Următorii ani ai domniei sale în Antiohia au fost marcați de conflictele cu contele Josselin I de Courtenay, conducătorul Edessei și de hărțuieli armate cu acesta la granița de nord a principatului. Atât Bohemund cât și Josselin au atacat separat unul de celălalt Alepul, refuzând să coopereze într-un asediu pe scară largă asupra acelui oraș. Roger de Salerno retrocedase unele teritorii lui Josselin, însă Bohemund nu a considerat aceste donații ca fiind legitime, dat fiind că ele fuseseră operate fără consimțământul său, deși la vremea respectivă el nu fusese decât un minor. Disputa dintre Antiohia și Edessa s-a transformat în conflict deschis, cu Josselin aliindu-se chiar cu musulmanii împotriva lui Bohemund. Patriarhul latin de Antiohia chiar a lansat interdictul asupra Comitatului de Edessa.
În 1128, vărul său Roger al II-lea al Siciliei a invadat și cucerit Taranto, pretinzându-se moștenitorul de drept al fostului duce de Apulia, Guillaume al II-lea. Fiind plecat din Italia, Bohemund nu a putut face nimic pentru a preveni această evoluție a evenimentelor. În acel an, regele Balduin al II-lea al Ierusalimului a pornit către nord pentru a media disputa dintre Antiohia și Edessa, rezultatul fiind acela că Josselin de Courtenay a renunțat la pretențiile sale. Între timp, atabeg Zengi și-a consolidat puterea asupra Alepului și Mosulului, cruciații nemaifiind niciodată capabili să aibă șansa de a-și impune autoritatea asupra Alepului.
După reglementarea disputei cu Alepul, Bohemund s-a alăturat lui Balduin al II-lea în cadrul atacului asupra Damascului, însă cruciații, deși victorioși în bătălia de la Marj al-Saffar din 1126, nu au izbutit să ocupe orașul sirian. Bohemund s-a întors atunci către nord, în vederea recuperării Anazarbusului și a altor teritorii pierduta în favoarea Regatului armean din Cilicia. Principele Leon I de Armenia s-a aliat cu danișmenizii emirului Gazi Gümüshtigin împotriva lui Bohemund, a cărui armată a fost atrasă într-o ambuscadă în februarie 1130, în apropiere de Mamistra. Bohemund a căzut în timpul luptei, iar capul său a fost îmbălsămat, pus într-o cutie de argint și trimis drept cadou califului.
De pe urma căsătoriei sale cu Alice, nu a supraviețuit decât o singură fiică, Constanța. Alice a preluat regența asupra Antiohiei în numele fiicei sale în vârstă de numai 2 ani, până când Balduin al II-lea a silit-o să renunțe în favoarea lui Josselin de Edessa, fostul rival al soțului ei. Atât Balduin, cît și Josselin au murit la numai câteva luni mai târziu.
Guillaume de Tyr îl descrie pe Bohemund ca fiind "mai degrabă înalt și cu figură plăcută. El avea părul blond și era bine proporționat. Întreaga sa înfățișare îi dovedea caracterul princiar celor care nu îl cunoșteau. Conversația cu el era plăcută și fără greutate obținea favorul celor care îl ascultau. Avea o natură generoasă și, ca și tatăl său, era cu adevărat măreț."